# Alfred Duvaucel
Alfred Duvaucel est un naturaliste français, né le 4 février 1793 à Bièvres en Seine-et-Oise et mort en 1824 à Madras en Inde.

## Biographie
Son père, fermier général pendant la Révolution, est Louis Philippe Alexandre Duvaucel, marquis de Castelnau, né en 1754 et guillotiné le 8 mai 1794. Sa mère, Anne Marie Sophie Coquet du Trazail (1768-1849), après dix ans de veuvage, épouse le naturaliste Georges Cuvier le 2 février 1804.
Alfred Duvaucel sert d'abord avec distinction dans l'armée française, incorporé dans les vélites le 12 mars 1813, il se fait remarquer au siège d'Anvers en 1814,et passe sous-lieutenant au 20e chasseurs puis est nommé officier d'ordonnance. En novembre de la même année il sert au 71e de ligne sur l'Île-d'Aix puis se retrouve à Vannes au printemps 1815 et à Brest. Devant les démissions des officiers, face à la résistance des chouans, Il songe alors à embarquer pour la Martinique en septembre 1815. Lors de la Restauration il quitte le service pour reprendre ses études sur l'histoire naturelle, études dans lesquelles il est dirigé par l'illustre Cuvier, qui avait épousé sa mère.
En 1817 Duvaucel est nommé naturaliste du roi et peu après il reçoit une mission pour l'Inde. II arrive à Honfleur fin octobre et embarque sur le navire La Seine qui part  le 12 décembre 1817, et en mai 1818 il débarque à Calcutta, où il retrouve Diard, son collègue qui l'avait devancé de quelques mois.
Il explore le Bengale et récolte des spécimens pour le Muséum national d'histoire naturelle. Les deux hommes établissent un jardin botanique à Chandannagar en 1818. Ils suivent les suggestions de Thomas Stamford Raffles (1781-1826) et partent récolter des spécimens à Sumatra et sur les îles environnantes. À la suite de leur travail de collecte un différend intervint, la Compagnie britannique des Indes orientales ayant financé leur expédition considérait leurs prélevements comme sa propriété. Après plusieurs échanges il fut convenu que Diard et Duvaucel pouvaient envoyer en France des spécimens en double. Duvaucel meurt, des suites de blessures par un rhinocéros, fin août à Madras dans la demeure de Herbert Abingdon Draper Compton (en) avocat général.

## Postérité
Son nom est commémoré par plusieurs espèces :
- le cerf de Duvaucel, Cervus duvaucelii, par Georges Cuvier en 1823 ;
- un gecko, Hoplodactylus duvaucelii, par André Marie Constant Duméril (1774-1860) et par Gabriel Bibron (1805-1848) en 1836 ;
- le vanneau pie, Vanellus duvaucelii, par René Primevère Lesson (1794-1849) en 1826 ;
- et le trogon de Duvaucel, Harpactes duvaucelii, par Coenraad Jacob Temminck (1778-1858) en 1824.

Cuvier a publié en 1821 une Notice sur les voyages de Duvaucel dans les Mémoires de l'Académie des sciences.

## Sources
- (en) Cet article est partiellement ou en totalité issu de l’article de Wikipédia en anglais intitulé « Alfred Duvaucel » (voir la liste des auteurs) (version du 20 juin 2006).
- Société d'agriculture, de sciences, d'arts et de belles-lettres (Indre-et-Loire) voyage de Diard et Duvaucel avec Lord Raffles
- Mémoires de Lord Raffles  Correspondance avec Diard et Duvaucel.
- The final years of Alfred Duvaucel Mauled by a rhinoceros
- Reminiscences Jean jacques Coulmann 1862